# Karl-Heinz Henke
Karl-Heinz Henke (* 24. Januar 1949) ist ein ehemaliger deutscher Fußballspieler. Der Defensivspieler absolvierte in der Saison 1971/72 bei Borussia Dortmund in der Fußball-Bundesliga fünf Spiele.

## Karriere
Der zweiundzwanzigjährige Henke wechselte 1971 vom VfB 03 Bielefeld aus dem Amateurbereich der Verbandsliga Westfalen, Gruppe 1 (Nordost) zum Bundesligisten Borussia Dortmund. Bei der Borussia fand aus finanziellen Gründen im Spielerkader ein drastischer Umbruch statt. Mit Horst Trimhold, Ferdinand Heidkamp, Wolfgang Paul, Klaus Brakelmann, Wilhelm Sturm, Sigfried Held, Willi Neuberger, Werner Weist und Reinhold Wosab verlor der BVB im Sommer 1971 langjährige Leistungsträger beziehungsweise hoffnungsvolle Talente. Der Kader von Trainer Horst Witzler wurde überwiegend aufgefrischt durch Zugänge aus dem Amateurbereich und der Regionalliga. Neben Henke kamen noch Siegfried Köstler (1. FC Paderborn), Werner Lorant (SV Welver), Reinhold Mathes (Sportfreunde Siegen), Wolfgang Przygoda (VfB Lünen), Alfons Sikora (VfB Altena), Jürgen Wilhelm (SV Oberlahnstein), Horst Bertram (Kickers Offenbach), Walter Hohnhausen (Rot-Weiss Essen), Friedel Mensink (TuS Bremerhaven) und Dieter Mietz von der SG Wattenscheid 09 zum Team von Spielausschussobmann Helmut Bracht und dem 1. Vorsitzenden Walter Kliemt. Der 1,76 m große und 72 kg schwere Henke debütierte am achten Spieltag, den 25. September 1971, bei einer 1:2-Auswärtsniederlage bei Hertha BSC in der Bundesliga. Die BVB-Abwehr war mit Torhüter Jürgen Rynio, der Verteidigung mit Gerd Peehs, Dieter Mietz, Branko Rasovic und Henke, sowie den defensiven Akteuren im Mittelfeld wie Mathes, Lorant und Mensink angetreten. Gegen die Hertha-Offensive mit Hans-Jürgen Sperlich, Lorenz Horr, Arno Steffenhagen, Erich Beer und Wolfgang Gayer verteidigten Henke und Kollegen lange ein 1:1-Remis, ehe Horr in der 88. Minute der Siegtreffer glückte. Henke kam aber an Spielern wie Branko Rašović, Dieter Mietz, Gerd Peehs und Hans-Joachim Andree über den Verlauf der Saison 1971/72 nicht vorbei, so dass er lediglich fünf Spiele bestritt. Auch der Trainerwechsel ab dem 3. Januar 1972 zu Herbert Burdenski verhinderte nicht den Abstieg des BVB im Sommer 1972.
Nach der Spielzeit zog es Henke zur DJK Gütersloh. Von 1978 bis 1981 spielte Henke noch für den FC Gütersloh und zuletzt als Amateur für die Spvg Steinhagen.